# Flowerdown

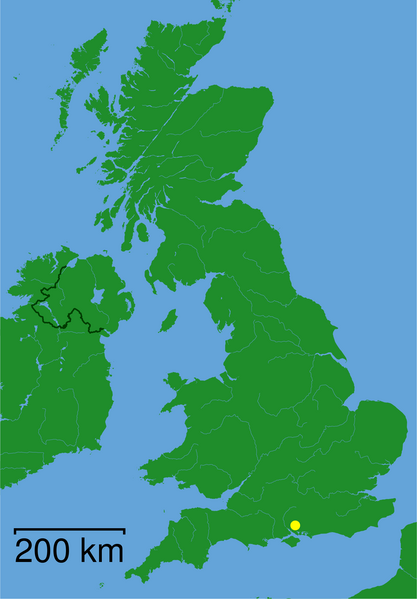
Flowerdown liegt nahe der Südküste Englands

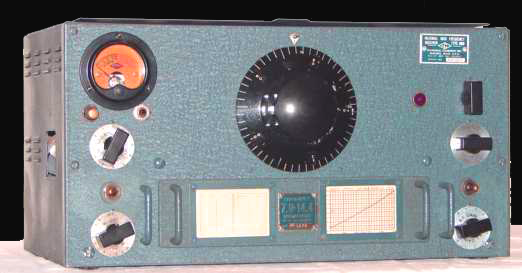
Der HRO der National Radio Company war der meistverwendete Funkempfänger in den britischen Y stations

Flowerdown (auch: HMS Flowerdown und RAF Flowerdown) ist ein ehemaliger Militärstützpunkt der britischen Royal Navy (RN) (Königliche Kriegsmarine) und der der Royal Air Force (RAF) (Königliche Luftstreitkräfte). Er lag 100 km südwestlich von London in der englischen Grafschaft Hampshire unweit des Stadtzentrums von Winchester. Im Zweiten Weltkrieg befand sich dort eine wichtige Funkabhörstelle des britischen Geheimdienstes.

## Geschichte
Das Gelände wurde zu Beginn des Ersten Weltkriegs durch das Royal Flying Corps (RFC) (britische Heeres-Luftwaffe und Vorläufer der RAF) erworben. Kurz nach dem Krieg zog die Wireless School (Funktruppe) des RFC vom 50 km nordöstlich gelegenen Stützpunkt in Farnborough hierhin. Später, in den 1930er-Jahren übernahm die Royal Navy (Kriegsmarine des Vereinigten Königreichs) die Einrichtung und nannte sie HMS Flowerdown.
Während des Zweiten Weltkriegs war Flowerdown eine der wichtigsten Funkabhörstellen (Y station) der britischen Government Code and Cypher School (G.C.& C.S.) (deutsch etwa „Staatliche Code- und Chiffrenschule“). Hier war eine der britischen War Office Y Groups (W.O.Y.G.) (Funkabhörgruppen des Kriegsministeriums) stationiert, deren Aufgabe es war, den feindlichen, insbesondere den italienischen und deutschen Funkverkehr abzufangen und aufzuzeichnen. Beispielsweise die mit der deutschen Enigma-Maschine verschlüsselten und im Morsecode gesendeten Geheimtexte und die mithilfe der Lorenz-Schlüsselmaschine verschlüsselten geheimen deutschen Funkfernschreiben (britischer Deckname Fish) wurden in Flowerdown aufgefangen, aufgezeichnet und per Dispatch rider (Kraftradmelder) über die knapp 120 km lange Strecke nach Bletchley gebracht. Dort gelang den britischen Codebreakers die erfolgreiche Entzifferung und nachrichtendienstliche Auswertung. Die deutschen Funksprüche enthielten nicht selten kriegswichtige Informationen, die die Briten unter dem Decknamen Ultra zusammenfassten und für ihre eigenen Planungen nutzten.
Nach dem Krieg wurde die Station noch über dreißig Jahre durch die Government Communications Headquarters (GCHQ), der Nachfolgeorganisation der G.C.& C.S., weiter als Horchposten genutzt, bevor sie 1977 geschlossen wurde.